# Pedazos de mi
Pedazos de Mi es el nombre del sexto álbum independiente del rapero mexicano C-Kan. El álbum fue lanzado en el año 2009 por el sello discográfico Mastered Trax Latino.

## Lista de canciones
| N.º | Título                                | Duración |  |
| 1.  | «Intro»                               | 1:36     |  |
| 2.  | «Sin Ti»                              | 4:23     |  |
| 3.  | «Mi Mejor Sueño»                      | 3:02     |  |
| 4.  | «Enamorate de Nuevo»                  | 3:36     |  |
| 5.  | «Fotografías»                         | 3:54     |  |
| 6.  | «Amanecer A Obcuras»                  | 3:37     |  |
| 7.  | «Dame Tu Mano»                        | 3:09     |  |
| 8.  | «No Llores Mamá»                      | 4:19     |  |
| 9.  | «Un Perdón No Basta»                  | 4:21     |  |
| 10. | «Pedazos de Mi»                       | 4:27     |  |
| 11. | «Déjame Soñar»                        | 4:01     |  |
| 12. | «Come Whit Me» (feat. Lya)            | 3:37     |  |
| 13. | «One Love»                            | 2:36     |  |
| 14. | «La Niña Fresa»                       | 3:06     |  |
| 15. | «A Ella Le Gusta»                     | 3:22     |  |
| 16. | «La Vida Bailando» (feat. Holy Laion) | 3:35     |  |
| 17. | «Outro»                               | 0:51     |  |